# نامه‌ای برای ایوی
نامه‌ای برای ایوی (انگلیسی: A Letter for Evie) فیلمی در ژانر درام به کارگردانی جولز دسین است که در سال ۱۹۴۶ منتشر شد. از بازیگران آن می‌توان به مارشا هانت، جان کرول، چارلز سالیوان و هیوم کرونین اشاره کرد.

## خلاصه فیلم
همکاران و نامزد "ایوی" در یک کارخانه تولید یونیفورم نظامی، او را متقاعد می‌کنند تا نامه‌ای در لباس یک سرباز ناشناس جاسازی کند. نامه توسط "ولف لارسون" که آن را دور می‌اندازد پیدا می‌شود و...